# Makhdoom Fawaz Ahmed Hashmi
Makhdoom Fawaz Ahmed Hashmi é um político paquistanês e membro da Assembleia Provincial de Punjab.
Hashmi foi eleito para a Assembleia Provincial de Punjab do círculo eleitoral PP-261 nas eleições de 2018 como candidato do Movimento Paquistanês pela Justiça. Ele derrotou Makhdoom Hassan Raza Hashim do Partido Popular do Paquistão. Hashmi obteve 29.526 votos, enquanto seu rival mais próximo obteve 14.995 votos.